# 川越市立名細小学校
川越市立名細小学校（かわごえしりつ なぐわししょうがっこう）は、埼玉県川越市小堤にある公立小学校。

## 沿革

### 名細北小学校
- 1874年
  - 12月 - 鯨井村、吉田村、下広谷村、平塚村、小堤村に小学校を設置
- 1883年
  - 3月 - 高麗郡第一学区山田学校に改称して分校を設置
- 1886年
  - 3月 - 分校を統合
- 1889年
  - 4月 - 高麗郡第一学区山田学校に改称して分校を設置
- 1893年
  - 2月8日 - 第一名細尋常小学校に改称、分校を第二名細尋常小学校に改称
- 1917年
  - 9月17日 - 名細第一尋常小学校に改称
- 1918年
  - 6月15日 - 名細尋常小学校に改称、第一を本校、第二を分教場とする
- 1922年
  - 3月31日 - 名細北尋常小学校に改称、名細南尋常小学校を分離
  - 10月17日 - 分校を分教場とする
- 1928年
  - 3月31日 - 名細北尋常高等小学校に改称して高等科を設置
- 1941年
  - 4月1日 - 名細北国民学校に改称
- 1947年
  - 4月1日 - 名細北小学校に改称
- 1955年
  - 4月1日 - 川越市立名細北小学校に改称[1]

### 名細南小学校
- 1922年
  - 3月31日 - 名細北尋常小学校から名細南尋常小学校を分離
- 1928年
  - 4月1日 - 名細南尋常高等小学校に改称して高等科を設置
- 1941年
  - 4月1日 - 名細南国民小学校に改称
- 1947年
  - 4月1日 - 名細南小学校に改称
- 1955年
  - 4月1日 - 川越市立名細南小学校に改称[1]

### 名細小学校
- 1967年
  - 4月1日 - 川越市立名細南小学校、川越市立名細北小学校、川越市立名細北小学校下小坂分校を統合して川越市立名細小学校となる
- 1968年
  - 10月23日 - この日を開校記念日とする
- 1976年
  - 4月1日 - 川越市立上戸小学校を分離
- 1981年
  - 4月1日 - 川越市立広谷小学校を分離
- 2000年
  - 4月1日 - 特殊学級を開設[1]

## 教育目標
「自ら進んで正しく判断し、主体的に行動できる子の育成」
- 相手の気持ちを考え、行動できる子
- 自ら考え行動できる子
- 最後までねばり強くがんばる子[2]

## 通学区域
- 天沼新田 - 一部
- 鯨井 - 一部
- 鯨井新田 - 一部
- 小堤 - 全域
- 下小坂 - 全域
- 吉田 - 一部

　小堤東団地-全域